# Kreuz Uckermark
Kreuz Uckermark is een knooppunt in de Duitse deelstaat Brandenburg.
Op dit klaverbladknooppunt in het district Uckermark sluiten de A20 vanuit Rostock en de B166 vanuit Schwedt/Oder aan op de A11 Poolse grens-Kreuz Barnim Berliner Autabahnring.

## Geografie
Het knooppunt ligt in de gemeenten Gramzow en Uckerfelde in het Landkreis Uckermark, waarnaar het vernoemd is. Nabijgelegen wijken zijn Hohengüstow, Lützlow, Neu-Kleinow van Granow en Falkenwalde van Uckerfelde. Het knooppunt ligt ongeveer 100 km ten noordoosten van Berlijn, ongeveer 40 km ten zuidwesten van Szczecin en ongeveer 30 km ten zuiden van Pasewalk.
Het knooppunt ligt vlak bij de grens tussen de deelstaten Brandenburg en Mecklenburg-Voor-Pommeren en ook niet ver van de grens met Polen.
Vlak bij het knooppunt liggen de natuurgebieden Uckermärkische Seen, het Biosphärenreservat Schorfheide-Chorin en het Nationaal park Unteres Odertal.

## Configuratie
Rijstrook
Nabij het knooppunt hebben beide snelwegen 2x2 rijstroken.
Alle verbindingswegen hebben één rijstrook.
Knooppunt
Het is een klaverbladknooppunt met rangeerbanen langs de A11.

## Verkeersintensiteiten
Dagelijks passeren ongeveer 18.000 voertuigen het knooppunt. Dit maakt het kreuz Uckermark tot het rustigste knooppunt van Duitsland.
| Van                    | Naar                 | Gemiddeld aantal voertuigen per dag | Percentage vrachtverkeer |
| ---------------------- | -------------------- | ----------------------------------- | ------------------------ |
| AS Schmölln (A 11)     | AD Kreuz Uckermark   | 07.900                              | 14,8 %                   |
| AD Kreuz Uckermark     | AS Gramzow (A 11)    | 13.500                              | 10,0 %                   |
| AS Prenzlau-Süd (A 20) | AD Kreuz Uckermark   | 12.400                              | 07,3 %                   |
| AD Kreuz Uckermark     | Autobahnende (B 166) | 02.500                              | 09,5 %                   |

## Richtingen knooppunt
| Aansluitende wegen                   | Aansluitende wegen | Aansluitende wegen | Aansluitende wegen | Aansluitende wegen          |
| ------------------------------------ | ------------------ | ------------------ | ------------------ | --------------------------- |
| richting Prenzlau Stralsund / Lübeck |                    |                    |                    | richting Szczecin (Stettin) |
|                                      |                    |                    |                    |                             |
|                                      |                    |                    |                    |                             |
|                                      |                    |                    |                    |                             |
| richting Berlijn                     |                    |                    |                    | richting Schwedt            |